# Forcipomyia mimima
Forcipomyia mimima är en tvåvingeart som först beskrevs av Tokunaga 1940.  Forcipomyia mimima ingår i släktet Forcipomyia och familjen svidknott. Inga underarter finns listade i Catalogue of Life.